# Estádio Mané Garrincha (Rio de Janeiro)
Estádio Mané Garrincha, também conhecido como Marechal Hermes, ou anteriormente, Estádio Glorioso de Marechal Hermes, foi um antigo estádio de futebol do Botafogo de Futebol e Regatas no bairro de Deodoro, na zona oeste da cidade do Rio de Janeiro.
Antes, porém, o campo pertencia ao Sport Club União (clube este fundado em 5 de Novembro de 1915, alvinegro também), atual União Futebol Clube. O campo foi inaugurado em 1922.
O maior artilheiro do Estádio é o ex-jogador Mendonça.

## Divisões de base
Em Marechal Hermes, ficavam localizados os times de futebol das categorias de base do Botafogo de Futebol e Regatas. Integram o local, as equipes:
- Junior
- Juvenil
- Infantil
- Mirim
- Pré-mirim

Além dessas divisões, no local eram realizadas as "peneiras" com o objetivo de selecionar os novos jogadores do clube.
Em Marechal Hermes, existiam também escolinhas de futebol que atendem à população local.
As instalações remanescentes foram demolidas na década de 2010.

## História
Foi reinaugurado em 22 de outubro de 1978 numa partida entre Botafogo e Portuguesa da Ilha, vencida pelo alvinegro por 2 a 1. O Botafogo passou a realizar apenas alguns de seus jogos como mandantes em Marechal Hermes pois havia perdido a sede de General Severiano no bairro de Botafogo. A última partida do Botafogo lá foi realizada em 20/07/1986, vencendo o Goytacaz de Campos por 1 a 0.
As arquibancadas do estádio eram sobre armações tubulares.
Na década de 1990, ao recuperar General Severiano e arrendar o Estádio Caio Martins, o time profissional do Botafogo deixou de utilizar o estádio de Marechal Hermes, que foi demolido e passou a ser a casa das divisões de base do clube. As equipes inferiores do Botafogo mandaram algumas partidas no local.

## Partida inaugural
| 22 de outubro de 1978 | Botafogo              | 2 – 1 | Portuguesa-RJ | Estádio Glorioso de Marechal Hermes, Rio de Janeiro Público: 19.211 pagantes (renda: Cr$ 573.295,00) Árbitro: Élson Pessoa Auxiliares: |
|                       | Dé 46' · Mendonça 79' |       | Luisinho 84'  | |

- Botafogo: Zé Carlos, Perivaldo, Osmar, Renê e Ademir Vicente; Wecsley, Mendonça e Ademir Lobo; Gil (Cremílson), Luizinho Lemos (João Paulo) e Dé. Técnico: Danilo Alves.
- Portuguesa: Chico, Sérgio Roberto, Márcio, Fernando e Dori; Édson, Carlinhos (Emílio) e Jair; Zair, Luisinho e Bruno. Técnico: José Storino.